# Jutta Tuunanen
Jutta Tuunanen (* 25. April 1984 in Mikkeli) ist eine ehemalige finnische Squashspielerin.

## Karriere
Jutta Tuunanen spielte nur vereinzelt auf der WSA World Tour. Mit der finnischen Nationalmannschaft nahm sie zwischen 2004 und 2014 sechsmal bei Europameisterschaften teil. Insgesamt bestritt sie 22 Spiele für Finnland, von denen sie neun gewann. 2007 wurde sie finnische Meisterin. 

## Erfolge
- Finnischer Meister: 2007